# Aleksander Jaakson

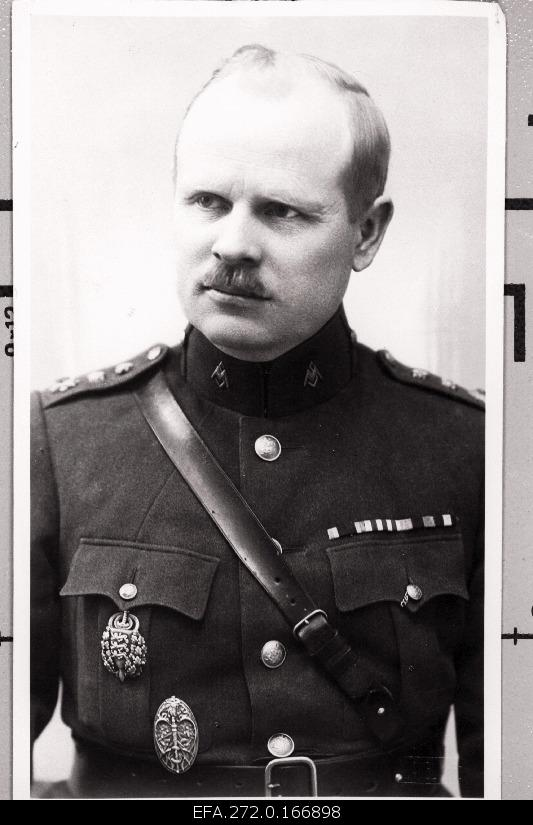
Oberstleutnant Aleksander Jaakson (1927)

Aleksander Jaakson (* 29. Januar 1892 in Hollershof, Gouvernement Livland, Russisches Kaiserreich; † 2. Oktober 1942 in der Oblast Kirow, Russische Sozialistische Föderative Sowjetrepublik, Sowjetunion) war ein estnischer Offizier, der zwischen 1936 und 1939 Bildungsminister sowie von 1939 bis 1940 Chef des Generalstabes der Armee (Rahvavägi) war. Zuletzt wurde er 1940 zum Generalmajor (Kindralmajor) befördert.

## Leben

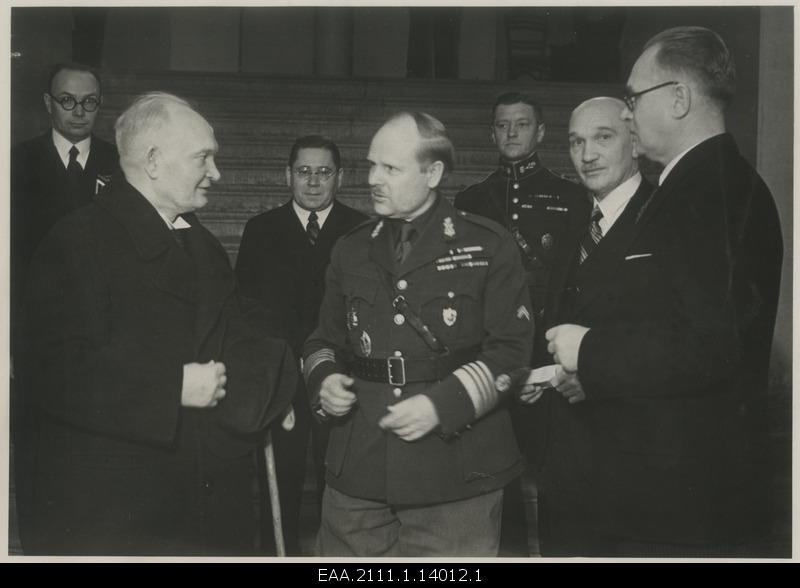
Staatsältester (Riigivanem) Konstantin Päts (links) mit Oberst Jaakson (Mitte), der unter anderem im fünften Kabinett Päts Bildungsminister war.

Aleksander Jaakson besuchte die Dorfschule in Holdre sowie die Pfarrschule in Helme und absolvierte zwischen 1909 und 1913 das Lehrerseminar der Universität Tartu. Er war 1915 Absolvent der 4. Fähnrichschule in Sankt Petersburg und nahm als Angehöriger der Kaiserlich Russischen Armee am Ersten Weltkrieg teil. Nach der Unabhängigkeit Estlands am 24. Februar 1918 wurde er in die Armee (Rahvavägi) übernommen und nahm am Estnischen Freiheitskrieg (1918 bis 1920) teil. Er diente im 6. Infanterieregiment und wurde am 22. Oktober 1919 zum Hauptmann (Kapten) befördert sowie am 13. Mai 1921 mit dem Freiheitskreuz (Vabadusrist) ausgezeichnet. Am 1. August 1922 wurde er zum Generalstab versetzt und war zwischen dem 10. Februar 1923 und dem 15. März 1924 ständiges Mitglied des Ausschusses für militärische Ausbildung, wobei er am 15. März 1924 zum Major befördert wurde. Im Anschluss wurde er als Offizier wieder in den Generalstab versetzt und am 10. April 1924 mit dem lettischen Lāčplēsis-Orden Dritter Klasse ausgezeichnet, dem sogenannten „Bärentöterorden“, sowie am 22. Februar 1927 zum Oberstleutnant (Kolonelleitnant) befördert. Während dieser Zeit besuchte er die École Supérieure de Guerre in Paris, die er am 7. September 1927 abschloss.
Nach seiner Rückkehr war Jaakson zwischen dem 1. Oktober 1927 und dem 1. März 1933 stellvertretender Kommandant der Militärschule Sõjakool, der heutigen Militärakademie (Kaitseväe Akadeemia). Als Nachfolger von Oberst Verner Trossi war er vom 7. Mai bis zum Amtsantritt von Oberst August Kasekamp am 1. August 1930 selbst vorübergehend Kommandant der Militärschule. Während seiner dortigen Verwendung wurde er am 14. Februar 1931 zum Oberst (Kolonel) befördert und fungierte vom 1. März 1933 bis zum 15. Mai 1936 als Chef der militärischen Ausbildung. Als Nachfolger von Nikolai Kann wurde er am 11. Mai 1936 im fünften Kabinett des Staatsältesten (Riigivanem) Konstantin Päts Bildungsminister (Haridusminister) und bekleidete dieses Ministeramt vom 9. Mai 1938 bis zum 12. Oktober 1939 auch im Kabinett Eenpalu II. Als Nachfolger von Generalleutnant Nikolai Reek wurde er am 12. Oktober 1939 Chef des Generalstabes der Armee (Rahvavägi) und bekleidete diese Funktion bis zum 15. Juli 1940, woraufhin Oberst Mart Tuisk seine Nachfolge antrat. In dieser Funktion erfolgte am 24. Februar 1940 auch seine Beförderung zum Generalmajor (Kindralmajor). Während der Okkupation Estlands durch die Sowjetunion 1940/41 wurde er am 18. Oktober 1940 verhaftet und verstarb am 2. Oktober 1942 in einem Gefängnis in der Oblast Kirow.